# Martin Lamm (litteraturvetare)

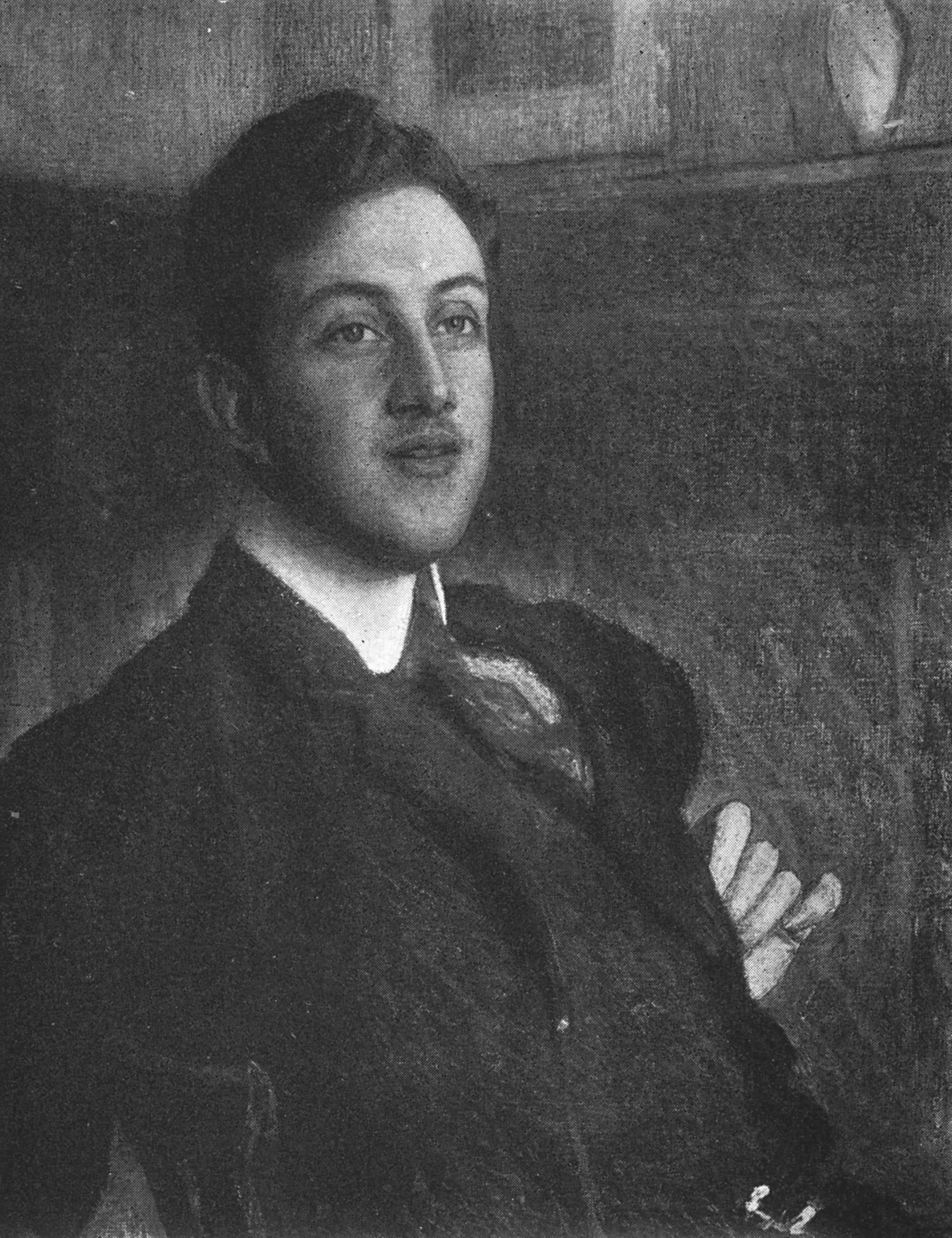
Martin Lamm som ung docent 1904. Porträtt av Richard Bergh.

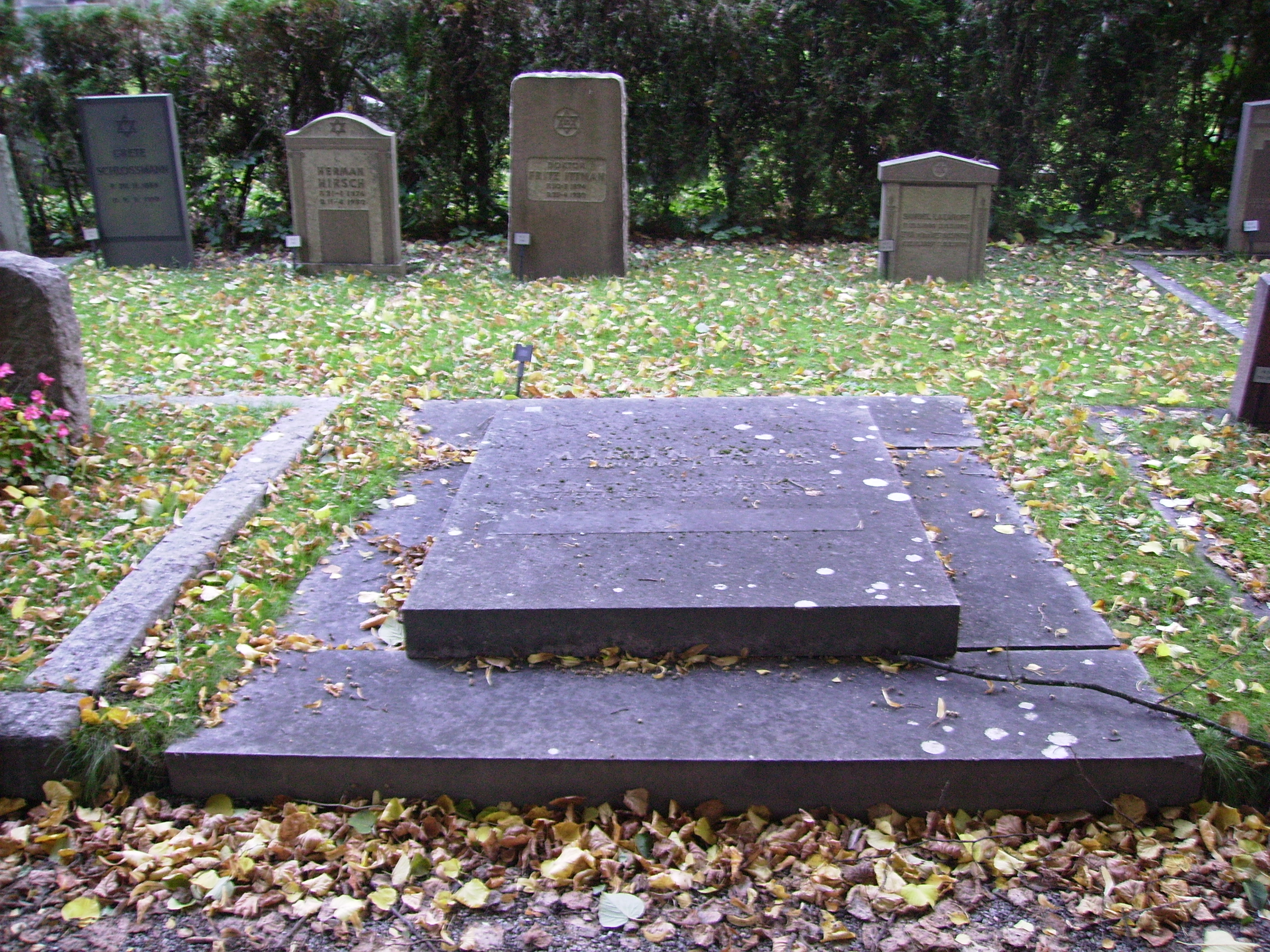
Martin Lamms gravvård på Judiska norra begravningsplatsen i Solna.

Martin Lamm, född 22 juni 1880 i Stockholm, död 5 maj 1950 i Stockholm, var en svensk litteraturvetare.

## Biografi
Lamm var son till affärsmannen Herman Lamm och Lisen Philipson. Efter mogenhetsexamen vid Beskowska skolan 1899 blev han samma år student vid Uppsala universitet, 1902 filosofie kandidat, 1905 filosofie licentiat, disputerade 1908 och blev samma år docent i estetik med konst- och litteraturhistoria i Uppsala. Vid Karl Warburgs död övertog han undervisningen i litteraturhistoria vid Stockholms högskola och var 1919–1945 professor i samma ämne där. 1919 deltog han i grundandet av Bellmanssällskapet. Han blev 1928 ledamot av Svenska Akademien, där han efterträdde Claes Annerstedt på stol nummer 2. 
Lamm verkade i Henrik Schücks efterföljd, med att arbeta med en historisk-komparativ metod. Han var den förste som systematiskt bearbetade August Strindbergs otryckta kvarlåtenskap och den förste som gjorde djupare studier i Carl Jonas Love Almquists författarskap. Lamm författade även en biografi över Emanuel Swedenborg.
Lamm invaldes 1949 som ledamot nummer 956 av Kungliga Vetenskapsakademien. Han avled i en spårvagnsolycka på Skeppsbron i Stockholm 1950 och ligger begraven på Judiska norra begravningsplatsen i Solna.